# DDTプロレス教室
DDTプロレス教室（ディー・ディー・ティー・プロレスきょうしつ）は、かつてDDTプロレスリングが開校していた、女性を対象としたプロレスラー養成所。

## 概要
2015年2月、DDTが練習拠点としていた竹芝プロレス道場で開校。女性をターゲットとし、毎週火曜日の夜間に現役のプロレスラーから直接レッスンを受けられることを売りにしていた。講師は大石真翔とチェリーで、どちらかが不在な場合は他の所属選手が特別講師として代わりに指導を行っていた。
竹芝地区の再開発工事に伴い、竹芝プロレス道場が入居していた建物の解体が決定。これに伴って、2018年1月30日のレッスンを最後に活動を休止した。

### 活動休止後
2025年7月の時点で、DDTでは道場での一般の人を対象としたプロレス教室を開催していない。しかし、2020年から2021年にかけて、COVID-19の世界的な流行をうけた行政からの要請などで通常の活動が困難になった時期には、Zoomを利用した所属選手によるマンツーマンのトレーニング指導が実施されていた。女性対象のものも企画され、「プロレス教室リターンズ」として2021年4月から9月にかけて行われた。
一方、DDTとは兄妹団体にあたる東京女子プロレスでは、2025年8月から興行が組まれていない土日祝日に不定期で「女子プロレスキャンプ」の開催をはじめた。講師が山下実優と中島翔子を中心とした現役の所属レスラーあることなど、DDTプロレス教室との類似点もある。

## 出身プロレスラー
- 天満のどか[8]
- 優宇[8]
- 原宿ぽむ[9]
- 猫はるな[9]
- YUMI[10]
- KONOHA[11]
- バニー及川[12]
- 松屋うの[13]